# Radcy pana radcy

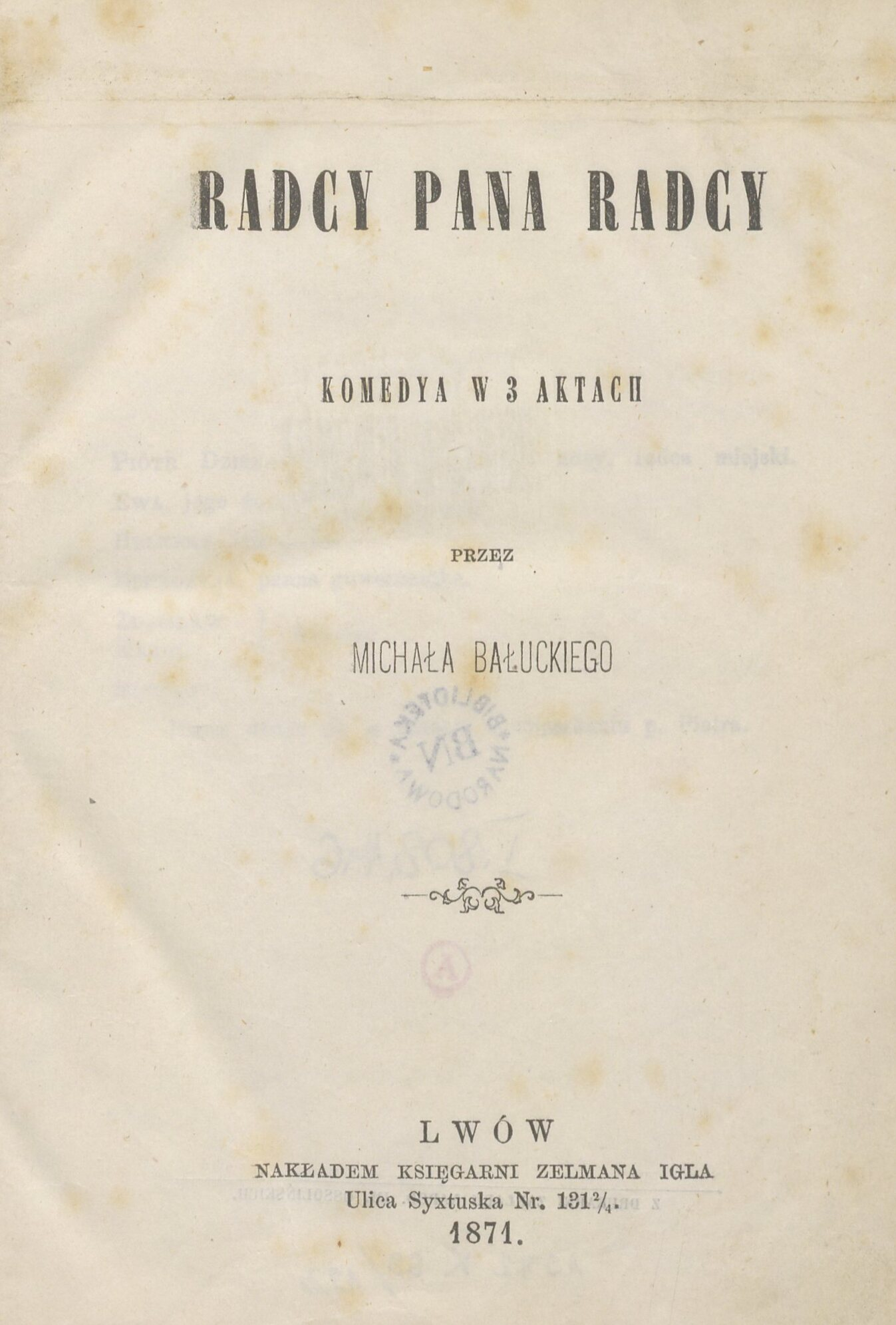
Radcy pana radcy (1871)

Radcy pana radcy – komedia Michała Bałuckiego w trzech aktach napisana w 1867. Prapremiera odbyła się w 1867 lub 1868.

## Treść
Utwór stanowi satyrę na obłudę moralną, snobizm i ciasne horyzonty środowiska mieszczańskiego. Państwo Dziszewscy wyprawiają przyjęcie z okazji nominacji gospodarza domu - Piotra Dziszewskiego - na stanowisko radcy miejskiego. Pan Dziszewski świetnie odnajduje się w nowej roli: drzemie na sesjach rady miejskiej i popija z kolegami radcami. W przyjęciu bierze udział przyjaciel domu, Zdzisław, którego pan Dziszewski pyta o radę w każdej sprawie. Zdzisław zarazem jest kochankiem jego żony, obrotnej Ewy Dziszewskiej i obiektem westchnień starej panny Eufrozyny. Pojawia się również młody urzędnik, Karol. Zdzisław namawia go, by rozkochał w sobie panią Ewę: sam bowiem jest już znudzony kochanką, a chciałby dla majątku i pozycji sam ożenić się z córką Dziszewskich - panną Helenką. Karolowi to nie w smak, ponieważ sam jest zakochany w Helence. Do akcji wkracza zazdrosna  Eufrozyna: donosi Piotrowi o tym, że żona go zdradza (nie wyjawia jednak z kim). Piotr nieoczekiwanie wchodząc do pokoju zastaje Zdzisława na klęczkach przed Ewą - nie wiąże jednak faktów. Zdzisław wyjaśnia mu, że tę pozycję przyjął, aby prosić o rękę Helenki (która tymczasem zaczyna darzyć nieśmiałym uczuciem Karola). Do zaręczyn jednak nie dochodzi: okazuje się że Eufrozyna zakupiła szczęśliwy los na loterii. Dowiedziawszy się o tym, Zdzisław natychmiast pada przed nią na kolanach i udaje, że od dawna był w niej zakochany. Następuje kolejny zwrot akcji: okazuje się, że Eufrozyna odsprzedała ów los, więc nie otrzyma ani grosza. W dodatku Zdzisław traci szansę na intratną posadę. Pomyślnie natomiast układają się interesy młodych: Helenki i Karola, którzy wyznają sobie uczucia i zostają narzeczeństwem.

## Inscenizacje (wybór)[1]
| Teatr                                                   | Rok premiery | Reżyseria             |
| ------------------------------------------------------- | ------------ | --------------------- |
| Teatr krakowski                                         | 1869         |                       |
| Teatr Rozmaitości w Warszawie                           | 1869         |                       |
| Teatr Nowy im. Heleny Modrzejewskiej w Poznaniu         | 1930         | Adam Bystrzyński      |
| Teatr Popularny w Warszawie                             | 1933         |                       |
| Teatr Miejski w Gnieźnie                                | 1946         | Henryk Barwiński      |
| Teatr Miejski w Gorzowie Wielkopolskim                  | 1946         | Leonia Barwińska      |
| Teatr Miejski w Gorzowie Wielkopolskim                  | 1968         | Janusz Obidowicz      |
| Teatr Mały w Szczecinie                                 | 1946         | Jan Czabanowski       |
| Teatr Miejski w Koszalinie                              | 1947         |                       |
| Teatr Ziemi Pomorskiej Bydgoszcz-Toruń                  | 1952         | Janusz Obidowicz      |
| Teatr Ludowy w Warszawie                                | 1952         | Jerzy Leszczyński     |
| Teatr im. Stefana Żeromskiego Kielce-Radom              | 1955         | Andrzej Balcerzak     |
| Teatr Ziemi Lubuskiej w Zielonej Górze                  | 1957         | Jolanta Skubniewska   |
| Teatr Popularny w Grudziądzu                            | 1959         | Eugeniusz Poreda      |
| Teatr im. Juliusza Osterwy w Lublinie                   | 1964         | Zofia Modrzewska      |
| Teatr Rozmaitości we Wrocławiu                          | 1964         | Janusz Obidowicz      |
| Teatr Dramatyczny im. Aleksandra Węgierki w Białymstoku | 1966         | Lech Wojciechowski    |
| Teatr Ziemi Łódzkiej                                    | 1969         | Sławomir Matczak      |
| Teatr Polski w Szczecinie                               | 1973         | Aleksander Strokowski |
| Teatr Polski w Bydgoszczy                               | 1975         | Jerzy Wróblewski      |
| Teatr im. Stefana Jaracza w Olsztynie                   | 1979         | Jerzy Wróblewski      |

## Spektakle radiowe
W 1953 r. w Teatrze Polskiego Radia wyemitowano spektakl pt. Radcy pana Radcy (adaptacja i reżyseria Jerzy Leszczyński).
W 2021 r. w Polskim Radio Lublin wyemitowano spektakl pt. Radcy pana Radcy (adaptacja Małgorzata Żurakowska).